# Evangelische Kirche (Elnrode)

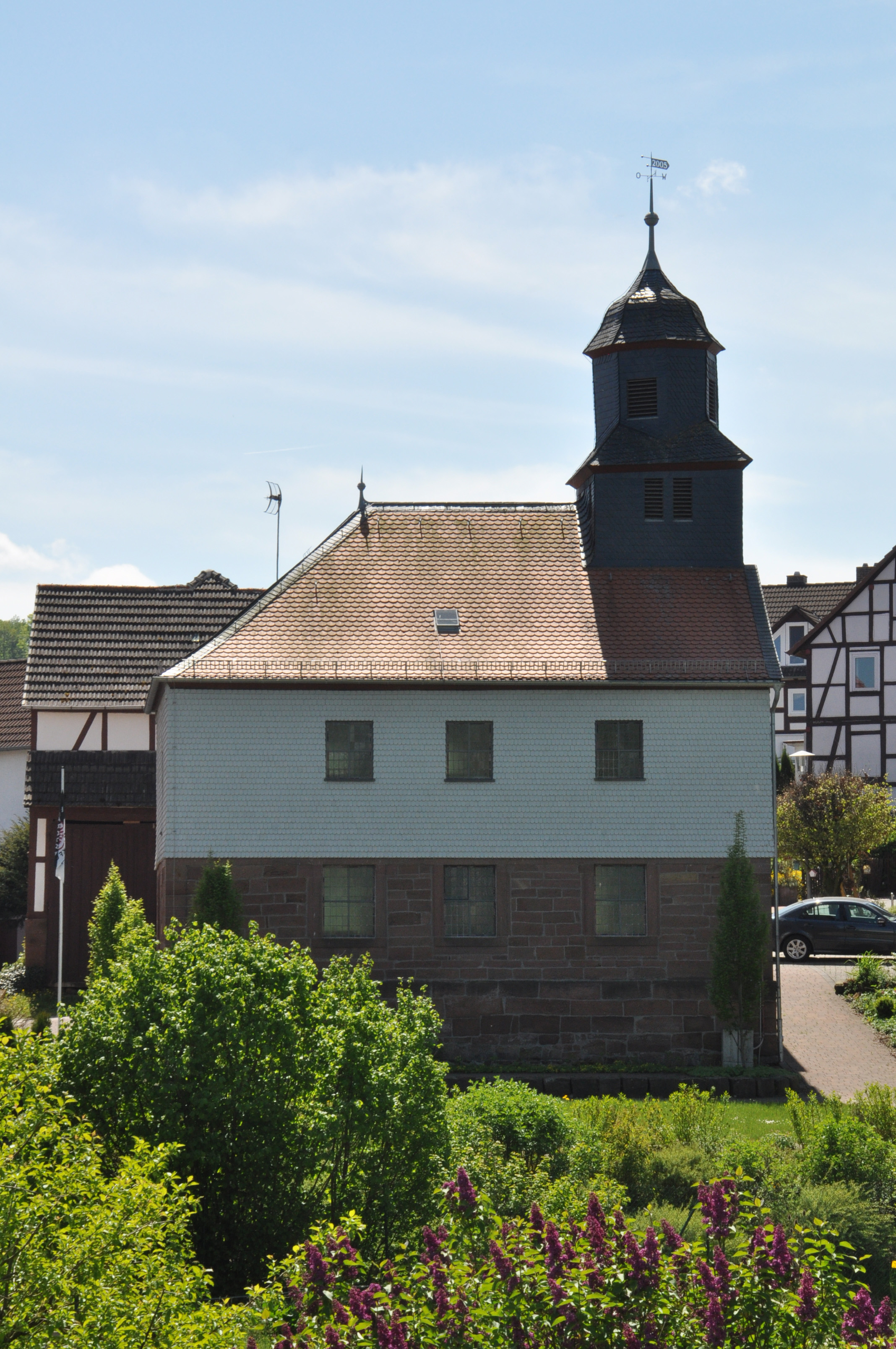
Evangelische Kirche Elnrode

Die Evangelische Kirche Elnrode ist ein denkmalgeschütztes Kirchengebäude in Elnrode-Strang, einem Ortsteil der Gemeinde Jesberg im Schwalm-Eder-Kreis (Hessen). Die Kirche gehört zur Kirchengemeinde Jesberg im Kirchenkreis Schwalm-Eder im Sprengel Marburg der Evangelischen Kirche von Kurhessen-Waldeck.

## Beschreibung
Die Saalkirche wurde 1817/18 erbaut. Das Erdgeschoss des Kirchenschiffs besteht aus Quadermauerwerk, das Obergeschoss aus verschindeltem Holzfachwerk. Der quadratische schiefergedeckte Dachturm, der sich im Westen aus dem Satteldach erhebt, verjüngt sich achteckig und endet in einer glockenförmigen Haube. In seinem Glockenstuhl hängen zwei Kirchenglocken, eine wurde 1925, die andere 1950 gegossen. Der Innenraum hat Emporen an drei Seiten. Zur Kirchenausstattung gehört ein Kanzelaltar aus dem 18. Jahrhundert. Die Orgel wurde 1875 gebaut.